# Wecker (Luksemburg)
Wecker – wieś (Uertschaft) we wschodnim Luksemburgu, w kantonie Grevenmacher, w gminie Biwer. Do 3 października 2015 miejscowość leżała w dystrykcie Grevenmacher. Liczy 226 mieszkańców (1 stycznia 2023).